# 容楊黛
容楊黛（ようようたい、生没年不詳）とは、江戸時代中期の人物。

## 来歴
容楊黛は、以下の義太夫浄瑠璃の作者としてその名が知られている。
- 『碁太平記白石噺』 - 安永9年（1780年）1月、江戸外記座初演。紀上太郎・烏亭焉馬・容楊黛の合作。
- 『加々見山旧錦絵』 - 天明2年（1782年）1月、江戸外記座初演。

実際にはこのふたつ以外に浄瑠璃の作は無い。容楊黛というのはペンネームで、その正体は三田村鳶魚によれば、下谷長者町（現在の台東区上野三丁目および五丁目）に住む町医者の松田なにがしだったという。浄瑠璃のほかに読本『敵討連理橘』と洒落本『歌舞妓の華』を著している。なお外記座で初演された『加々見山旧錦絵』はその翌年の4月、森田座において同名の外題で歌舞伎として上演されているが、このときの役割番付をみると「狂言作者」として勝俵蔵（のちの鶴屋南北）らとともに、容楊黛の名が記されている。容楊黛についてこれ以上のことは現在のところ知られておらず、ただ『加々見山旧錦絵』が初演当時大当りし、その後もこの中の六段目と七段目が繰り返し上演されたことにより、江戸の浄瑠璃作者のひとりに数えられている。